# Dagobert I.

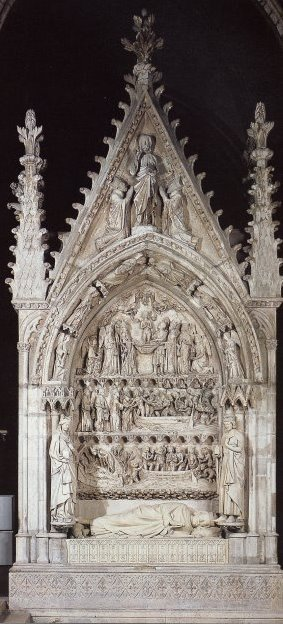
Grab von Dagobert I. in der Kathedrale von Saint-Denis

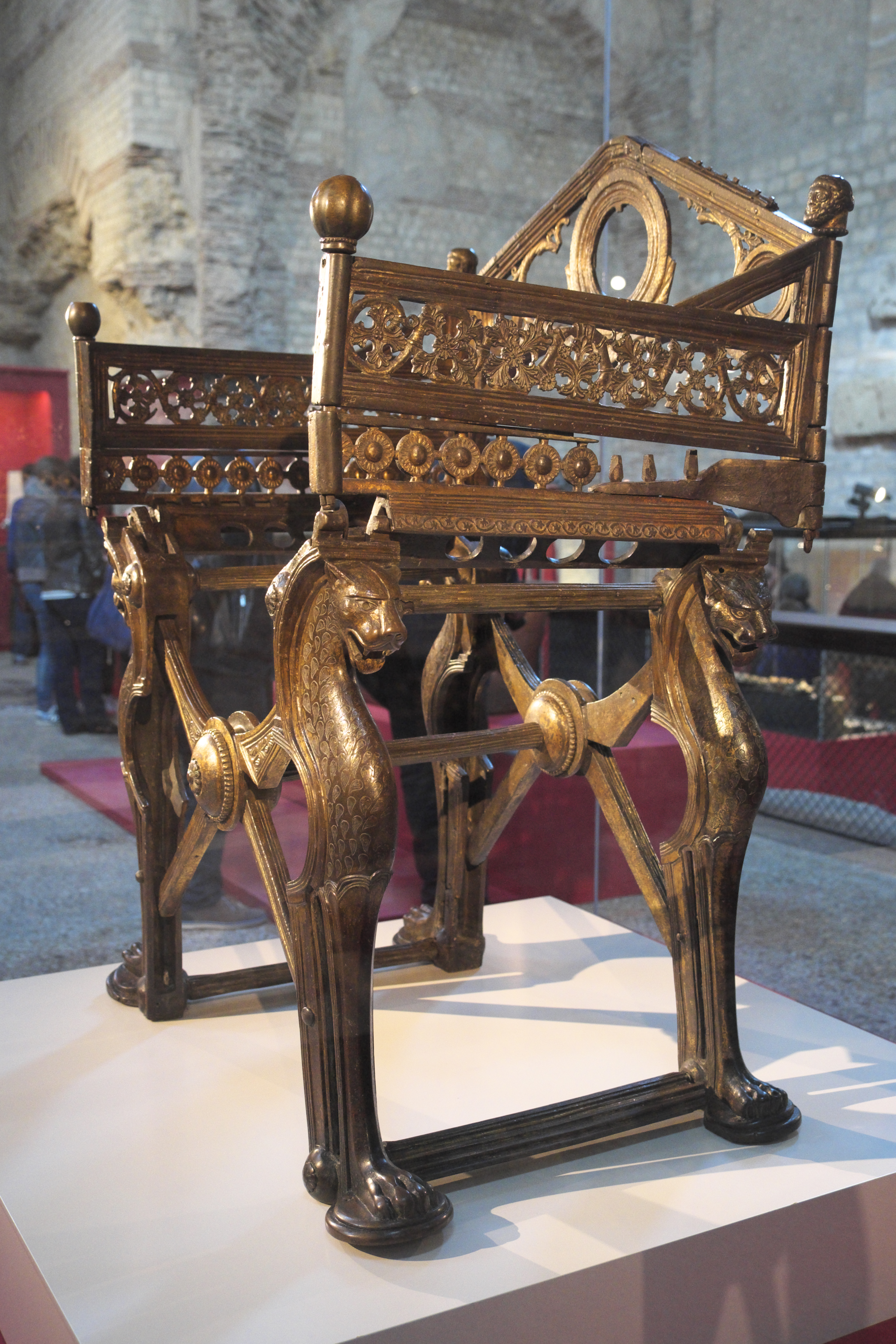
Dagobert-Thron, Faltsitz, im 12. Jahrhundert mit Rücken- und Seitenlehnen versehen, Eisen und Bronze, Cabinet des médailles, Bibliothèque Nationale de France (Richelieu), Paris

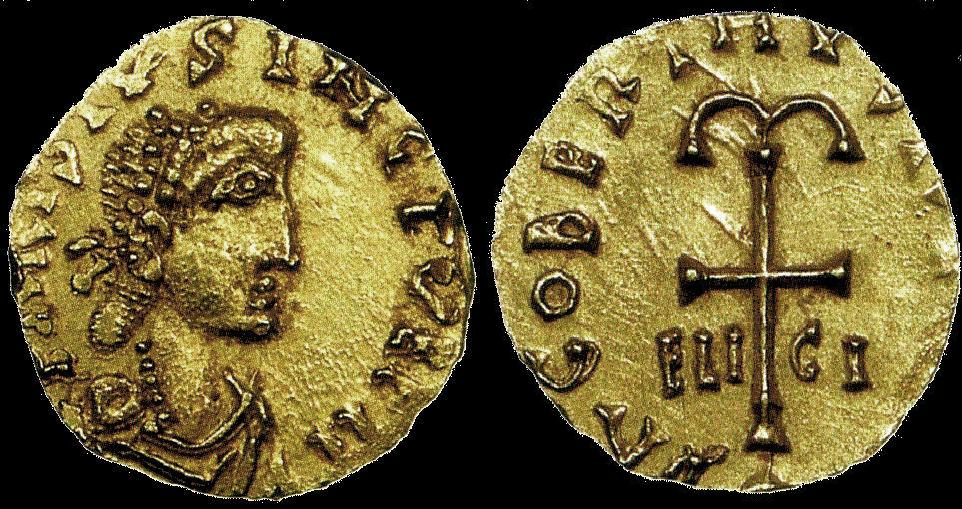
Goldmünze mit dem Bild Dagoberts I.

Dagobert I. (* um 608 oder 610; † 19. Januar 639 in Épinay-sur-Seine) war seit 623 Unterkönig in Austrasien und seit 629 König der Franken. Dagobert war Sohn von König Chlothar II. und gilt traditionell als der letzte bedeutende Herrscher aus dem Geschlecht der Merowinger.

## Leben
Nur wenige Quellen wie die Fredegarchronik berichten über die Regierungszeit Dagoberts, die in der Forschung in der Regel positiv bewertet wird. Allerdings erlaubt die dünne und teils recht tendenziöse Quellenlage (die Fredegarchronik ist eher negativ in der Bewertung) nicht, den König als Person genau zu erfassen, zumal es nicht immer möglich ist, ihm zugeschriebene Handlungen konkret auf Dagoberts Politik zurückzuführen.
Dagobert wurde 623 von seinem Vater Chlothar als Unterherrscher in Austrasien eingesetzt. Einige Territorien waren von diesem neuen Unterkönigreich abgetrennt worden, doch setzte er 625/26 eine Vergrößerung seines Herrschaftsbereiches durch. 629 wurde Dagobert König des Gesamtreichs. 632 starb nach dem Tod seines Halbbruders Charibert II. auch dessen Sohn Chilperich; angeblich war Dagobert am Tod Chilperichs beteiligt, doch ist dies nicht gesichert. Dagobert hatte dadurch nun Burgund und Aquitanien unter seiner Herrschaft. Er war der mächtigste der merowingischen Könige und der meistrespektierte westliche Herrscher seiner Zeit.
Die merowingischen Herrscher vor Dagobert hatten zuletzt viel von ihrer Macht eingebüßt. Dagobert gelang es noch einmal, diesen Prozess für einige Jahre umzukehren. Als Gesamtherrscher machte er Paris zu seiner Residenz; die Verwaltung orientierte sich noch immer teils am spätantiken römischen Verwaltungsmuster. Seine Berater waren zunächst der Hausmeier Pippin der Ältere, der Stammvater der Pippiniden, und der Bischof Arnulf von Metz, die beide Stammväter der Karolinger waren. Arnulf zog sich jedoch 629 zurück. Den Einfluss seines Hausmeiers Pippin reduzierte Dagobert, nachdem er die Herrschaft im Gesamtreich angetreten hatte. Den neustrischen Hausmeier Gundoland hatte Dagobert bereits 629 politisch weitgehend entmachtet und stattdessen Aegas gefördert. Während die Fredegarchronik Dagoberts Königszeit in Austrasien positiv bewertete, werden ihm in der Chronik für die Zeit nach 629 schwere Vorwürfe gemacht: Dagobert habe sich ganz der Fleischeslust (luxuria) hingegeben und sich an der Kirche bereichert. Kern dieser Kritik ist anscheinend die energische Innenpolitik Dagoberts, der neue Steuerquellen erschloss und dabei die reiche und einflussreiche Kirche nicht ausnahm.
Im Adel formierte sich wohl teils ebenfalls Widerstand gegen Dagobert, doch scheint der König alles in allem innenpolitisch erfolgreich und vor allem selbstständig agiert zu haben. Der sehr religiöse Dagobert war für den Bau der Basilika Saint-Denis beim Benediktinerkloster nördlich von Paris verantwortlich, wo noch lange nach seinem Tod das gute Andenken des Königs gepflegt wurde. Wirtschaftlich waren die Verhältnisse stabil; es sind mehrere neue Goldmünzen erhalten, die in der Zeit Dagoberts geprägt wurden, vor allem aus der Münzstätte in Limoges.
Auch außenpolitisch war Dagobert durchaus erfolgreich. Der oströmische Kaiser Herakleios hatte Kontakt zu ihm aufgenommen und wohl auf oströmische Initiative hin kam es auch im Merowingerreich zu Zwangstaufen von Juden. Zudem schickte ihm Herakleios um 630 eine kostbare Kreuzreliquie (sie wurde nach 1789 zerstört). Im Südwesten gelang Dagobert 636/37 ein erfolgreicher Feldzug gegen die Basken; auch Judicael, der König der Bretonen, unterwarf sich.
Andererseits musste Dagobert auch Niederlagen einstecken, wie gegen die Slawen. Der Feldzug gegen deren Herrscher Samo scheiterte 631. Die Lage an der Grenze zu den Slawen blieb angespannt, doch Dagobert sicherte den Grenzraum durch Abkommen mit den Sachsen und den Thüringern. Fredegar berichtet zudem (wenngleich als einzige Quelle), dass Dagobert angeblich die Ermordung von 9.000 bulgarischen Flüchtlingen durch die Bayern angeordnet haben soll.
Der Fehlschlag gegen Samo sorgte wohl auch dafür, dass er bei Teilen des fränkischen Adels in die Kritik geriet. Dagobert setzte 633 seinen Sohn Sigibert III., damals noch ein Kleinkind, als Unterkönig in Austrasien ein. Allerdings ist unklar, ob diese Einsetzung als Schwäche Dagoberts gegenüber dem Adel zu interpretieren ist, da die entsprechende Hauptquelle (die Fredegarchronik) generell dazu neigt, Dagoberts Autorität als König abzuschwächen. 634 erklärte Dagobert sich bereit, eine Nachfolgeregelung für den Todesfall zu treffen. Demnach sollte das Reich unter seinen Söhnen geteilt werden. Der Plan sollte auch den Bedenken des neustrischen Adels gegen eine Bevormundung aus Austrasien Rechnung tragen.
Dagobert scheint an der Christianisierungspolitik verschiedener Missionare in den Randbereichen des Reiches recht interessiert gewesen zu sein, die indirekt auch den fränkischen Einflussbereich vergrößerte.

## Ehen und Nachkommen
Dagobert I. heiratete viermal. Im Jahre 625 schloss er die Ehe mit Gomatrud, einer Schwester der Sigihild, der dritten Ehefrau seines Vaters. 629 trennte er sich von ihr, da die Ehe kinderlos geblieben war, und heiratete die Sächsin Nantechild, die ihn überlebte und nach seinem Tod die Regentschaft für ihren unmündigen Sohn übernahm. Als weitere Ehefrauen werden Wulfegundis und Berchildis genannt; der letzteren gehörte wohl ein Ring mit der Aufschrift Berteildis regina. Wann diese Ehen geschlossen wurden und wie lange sie bestanden, ist unbekannt.
Von Nantechild hatte er sein einziges eheliches Kind, den späteren König Chlodwig II. (634–657). Mit Ragnetrud, der Nichte Nantechildes, hatte er vier Jahre zuvor außerehelich einen weiteren Sohn, den späteren König Sigibert III. (630–656).

## Nachfolge und posthume Lebensbeschreibung
Nach Dagoberts Tod wurde das Königreich zwischen seinen beiden Söhnen aufgeteilt. Sigibert III. erhielt Austrasien mit Residenz Metz, der jüngere Chlodwig II. Neustrien und Frankoburgund mit Residenz Paris. Das dezentralisierte Gebiet verfiel dann aufgrund einer Reihe schwacher und inkompetenter Herrscher. Währenddessen konnten Adelsfamilien immer mehr Macht gewinnen und die Kontrolle über das Land übernehmen. Die bedeutendste dieser Familien waren die Karolinger. Versuche einiger Könige, im späten 7. Jahrhundert wieder die tatsächliche Herrschaft zu übernehmen, scheiterten.
Dagobert war der erste fränkische König, der in der königlichen Grablege von St. Denis begraben wurde. Dort entstand zweihundert Jahre später, wahrscheinlich von der Hand Abt Hilduins, die verklärende Lebensbeschreibung Gesta Dagoberti. Bei der Plünderung der Königsgräber von Saint-Denis während der Französischen Revolution wurde sein Grab am 19. Oktober 1793 geöffnet und geplündert, seine Überreste wurden in einem Massengrab außerhalb der Kirche beerdigt.
In den Volkssagen wird Dagobert I. als „der gute König Dagobert“ beschrieben. Das gleichnamige Spott-Lied „Le bon roi Dagobert“ stammt wahrscheinlich erst aus der Zeit der französischen Revolution.
Mit Dagobert I. ist auch die Sage um Notburga von Hochhausen verknüpft. Auf seinen Namen bezogen sich im Hochmittelalter verschiedene Überlieferungen, besonders wenn versucht wurde, ein besonders altes Herkommen zu beanspruchen (z. B.: Dagobertsche Schenkung in Soest).

## Lex Ripuaria
Die wahrscheinlich während der Herrschaft von Dagobert I. in Austrasien erschienene Gesetzessammlung Lex Ripuaria fasste mündlich überliefertes Recht der Rheinfranken zusammen; in der neueren Forschung ist die Datierung allerdings umstritten. Die 89 Kapitel, insbesondere die des zweiten Teiles (von drei), waren von der Lex Salica stark beeinflusst, die der Merowinger Chlodwig I. zwischen 507 und 511 als Gesetzbuch der Salischen Franken herausgegeben hatte.